# María Mérida (periodista)
María Asunción Mérida Fernández-Llamazares (Madrid, 8 de octubre de 1934 – Madrid, 13 de septiembre de 2024) fue una periodista y escritora española, conocida por su carrera en los principales medios (radio, televisión y prensa).

## Biografía
Nació en el seno de una familia de tradición intelectual que fomentó su interés por la literatura y el periodismo desde una edad temprana. A los 14 años, escribió su primer artículo titulado Guerra y Paz. Este primer artículo marcó el inicio de una extensa carrera profesional que la consolidaría como una figura relevante del periodismo español.
En 1956, con apenas 22 años, María Mérida se convirtió en la periodista más joven en obtener el carnet profesional en España. Su talento y dedicación la llevaron a colaborar con numerosos medios de comunicación (ABC, La Vanguardia, Ya, Tiempo, etc.), donde demostró una gran versatilidad al abordar temas tan diversos como la política, la cultura y la sociedad. Con el objetivo de ampliar sus conocimientos y perfeccionar sus habilidades, complementó su formación con estudios de Publicidad, Marketing y Relaciones Públicas, además de realizar estancias en Francia e Inglaterra, lo que enriqueció su visión del periodismo.
La maternidad, con el nacimiento de sus tres hijos la apartó temporalmente del periodismo, aunque no de la actividad literaria. Durante casi doce años, se dedicó intensamente a la traducción de obras francesas, inglesas e italianas para diversas editoriales. Entre sus trabajos más destacados de este periodo se encuentra Leonardo da Vinci, publicado por Teide en el año 1972. Anteriormente sus versiones de famosas obras literarias, llevadas al cine, como Crepúsculo en Yakarta (Ed. Luis de Caralta, 1964) y Su Grata Compañía (Ed. Bruguera, 1962).
Tras este paréntesis, se consolidó especialmente por sus entrevistas a figuras del ámbito artístico e intelectual. Con el proceso de apertura política de la Transición española, se dedicó al periodismo, realizando más de tres mil entrevistas a personalidades de relevancia nacional e internacional. Especializada en periodismo político, María Mérida fue pionera en la cobertura de la Transición española. Muchos de sus trabajos también se publicaron en medios internacionales, lo que consolidó su reputación más allá de las fronteras españolas, siendo reconocida como "la entrevistadora oficial del Régimen" debido a su capacidad para acceder a personajes políticos de alto nivel, inaccesibles para otros. En 1977, el historiador y político Ricardo de la Cierva la comparó ventajosamente con la periodista italiana Oriana Fallaci durante la presentación de su libro Testigos de Franco, destacando su talento para captar la esencia de sus entrevistados.
Publicó artículos, crónicas y reportajes en medios como Diario de Barcelona , La Vanguardia, ABC, YA , La Actualidad Española, Gaceta Ilustrada, Blanco y Negro, Cambio 16 y Tiempo; conectando con personalidades de diversas áreas, entrevistando a figuras tan icónicas como Vivien Leigh, Don Juan de Borbón, Salvador Dalí, Joan Miró y José Carreras, así como a líderes políticos y religiosos. Sus entrevistas, con frecuencia auténticas exclusivas, revelaban tanto el lado humano como profesional de los entrevistados.
Más allá de sus entrevistas, publicó varios libros, entre los que destacan Los Triunfadores, Un rey sin corte, y Entrevista con la Iglesia, que quedó finalista del Premio Espejo de España en 1982. Su interés por los temas sociales se refleja en obras como Víctimas o verdugos, un ensayo sobre la violencia juvenil. También dejó una huella importante en el mundo de la tauromaquia con libros como La Torería, Silencio y Duende y José Tomás es su nombre.
María Mérida también fue cronista en las Cortes de Madrid, donde cubrió sesiones parlamentarias cruciales y consolidó su posición como referente en el periodismo político español. Su presencia en el Parlamento le permitió ofrecer una cobertura exhaustiva de los acontecimientos políticos de la Transición. A destacar, su entrevista en portada del diario ABC, al general Milans del Bosch, que dio la vuelta al mundo y provocó el regreso precipitado del entonces presidente del Gobierno, Adolfo Suárez, para hacer frente a la crisis que provocaron sus declaraciones, preludio del golpe de Estado de 1981.
Complementando su labor como periodista, ocupó el cargo de jefa de prensa del decanato del Ilustre Colegio de Abogados de Madrid y del Consejo general de la Abogacía Española, donde gestionó la comunicación y mantuvo estrechas relaciones con los medios, contribuyendo a difundir la actividad y los proyectos de esta  institución.
Junto a su trayectoria en prensa escrita, desarrolló una carrera en radio y televisión. En Madrid y Barcelona, fue presentadora y colaboradora en programas como Todo es posible en domingo y Aquí y ahora, donde abordó temas de actualidad política y cultural. Su participación en el programa radiofónico A toda radio, junto a Luis del Olmo en Radio Popular y, posteriormente, en el de Caliente y Frío, con Antonio de Luis, en la Inter, la consolidaron como una voz autorizada en el análisis de la política y la sociedad española.
Falleció el 13 de septiembre de 2024 a los 89 años, tras sufrir la enfermedad de Alzheimer, que truncó su carrera a partir de 2016, dejando un legado para el periodismo y la literatura española.

## Libros Publicados
- Testigos de Franco, Retablo íntimo de una dictadura (1977, Plaza & Janés) - Entrevistas
- Los Triunfadores (1979, Plaza & Janés) - Entrevistas
- Mis Conversaciones con los generales (1979, Plaza & Janés) - Entrevistas
- Relato III Premio de Narraciones Breves “Antonio Machado” (1980, R.E.N.F.E.) - Cuento
- Entrevista con la Iglesia (1982, Editorial Planeta) - - Finalista Premios Espejo de España - Entrevistas
- Un Rey sin Corte (1993. Editorial Planeta) - Ensayo
- Hablan los Jueces, La justicia a prueba (1996, Plaza & Janés) - Ensayo
- La Torería (1999, Espasa Calpe) - Ensayo
- Víctimas o Verdugos (La delincuencia infantil y juvenil) (2001, Flor del Viento Ediciones) - Ensayo
- Sombras del Sur (2003, Editorial Biblioteca Nueva) - Novela
- Poetas, esas otras vidas (2003, Consejería de Cultura y Deportes de la Comunidad de Madrid) - Ensayo
- Silencio y Duende (2005, Aula de Cultura La Venencia) - Ensayo
- Romances del Toro (2006, Rustica editorial) - Poemario
- José Tomás es su nombre (2009, Editorial Arguval) - Biografía
- Aquellos, los de entonces (Daréis cuenta, La Trampa) (2014) - Novela
- De Toros y Toreros (2015) Inédito - Semblanzas y Entrevistas

## Premios
A lo largo de su prolífica carrera, María Mérida fue reconocida con numerosos premios, entre ellos el Premio "Gacela" de periodismo en 1980, otorgado por el presidente de la Generalidad, Josep Tarradellas. Este reconocimiento, compartido en su edición con Juan Luis Cebrián, Premio “Pantera”, subraya la importancia y el impacto de su trabajo, con un estilo propio muy singular y opuesto, en el panorama periodístico español.